# Abukuma-Hochland
Das Abukuma-Hochland (japanisch 阿武隈高地 Abukuma-kōchi) oder Abukuma-Gebirge ist eine Bergkette im Norden der japanischen Insel Honshū. Es erstreckt sich über 170 km von Norden nach Süden und verläuft parallel zur Pazifikküste der Präfektur Fukushima in der Region Tōhoku. Sein südliches Ende reicht bis in die nördliche Präfektur Ibaraki in der Region Kantō. Das Gebirge ist etwa 50 km breit und die einzelnen Gipfel sind keilförmig. Sie bestehen aus schieferhaltigem Granit und Granodiorit, gelegentlich begleitet von Schiefer, Sandstein und Kalkstein.
Ein großer Teil der ursprünglichen Oberfläche im Süden des Gebirges wurde durch Erosion abgetragen und von mehreren parallelen, von Nordnordwest nach Südsüdost verlaufenden Verwerfungstälern durchschnitten. Der Berg Ōtakine ist mit 1193 m ü. d. M. der höchste Punkt des Gebirges und liegt damit etwa 300 m höher als die umliegenden Erosionsgebiete, die durchschnittlich 900 m hoch sind.
Über den Abukuma und andere Berge verläuft seit der Antike eine Hauptstraße, die die Kantō-Ebene mit der Region Tōhoku verbindet. In den östlichen Hügeln des Vorgebirges lagen die Kohlevorkommen von Jōban, die für die Entwicklung eines Industriegebietes mit dem Zentrum Iwaki im Südosten Fukushimas von entscheidender Bedeutung waren.